# سیارک ۱۲۱۶۴
سیارک ۱۲۱۶۴ (به انگلیسی: 12164 Lowellgreen، نامگذاری:3067T-2) دوازده هزار و صد و شصت و چهارمین سیارک کشف شده‌است که در ۳۰ سپتامبر ۱۹۷۳ کشف شد.
قدر مطلق سیارک برابر ۱۴٫۵۰ است.